# Judith Gross
Judith Maria Gross (Satu Mare, 4 giugno 1959) è un'ex cestista rumena.

## Carriera
Con la Romania ha disputato i Campionati europei del 1980.